# 川上稔
川上稔（1975年1月3日—）是日本輕小說作家和遊戲開發者，出身於東京都。

## 人物
是業界少數幾個會畫圖的小說家。

## 來歷
城西大學經濟學系畢業。目前隸屬於遊戲製作公司Tenky。遊戲的代表作為。1996年時以拿下電擊遊戲小說大獎（現名為電擊小說大獎）出道後，也兼職參與輕小說寫作活動。

## 作風
其作品《終焉的年代記》、《境界線上的地平線》均以單本厚度與驚人頁數著稱，源于其对作品有着极为庞大细致的设定。

## 作品列表

### 電擊文庫
- 都市系列
  - パンツァーポリス1935
  - エアリアルシティ
  - 風水街都 香港（上下2冊）
  - 奏（騒）楽都市OSAKA（上下2冊）
  - 閉鎖都市 巴里（上下2冊）
  - 機甲都市 伯林（全5冊）
  - 電詞都市DT（上下2冊）
- AHEAD系列
  - 終焉的年代記（全14冊，台灣角川代理）
- GENESIS系列
  - 境界線上的地平線（本傳全29冊，外傳3冊。台灣角川並未代理小說，只代理翻譯漫畫部分）
- OBSTACLE系列
  - 激戰的魔女之夜（台灣角川代理）

### 電擊新文藝
- EDGE系列
  - （KAKUYOMU连载，实体版上下2册）

### 通販限定本
- 都市系列
  - 創雅都市S.F
  - 矛盾都市TOKYO
- 其他
  - 遭えば編する奴ら

### 電擊單行本
- FORTH系列
  - 連射王（上下2冊）

### 遊戲
- 都市系列
  - 奏（騒）楽都市OSAKA
- 其他
  - Twelve〜戦国封神伝〜

### 廣播劇CD
- 都市系列
  - パンツァーポリス -ようこそ機甲都市伯林へ!-
- AHEAD系列
  - 終焉的年代記

### 其他短篇
- OBSTACLE系列
  - OBSTACLE OVERTURE（短編小說、設定集。電擊hp、電擊文庫MAGAZINE連載中）
- 其他
  - （6人接力小説。電擊hp vol.7收錄）
  - （6人接力小説。電擊hp vol.9收錄）
  - （電撃ヴんこ收錄）
  - （「Who wrote it?」參加短編。電擊hp vol.25揭載）
  - （漫畫，東京ロボット新聞上連載，擔任原作，雜誌休刊後未完）

### 同人誌
- （ゲーム編中心）

## 外部連結
- （日語） VIRTUAL-CITY （页面存档备份，存于）
- （日語） 川上稔的家頁別館
- （日語） 川上稔twitter  （页面存档备份，存于）